# 広島県道38号広島豊平線
広島県道38号広島豊平線（ひろしまけんどう38ごう ひろしまとよひらせん）は、広島県広島市安佐南区と山県郡北広島町を結ぶ県道（主要地方道）である。

## 概要

### 路線データ
本線
- 起点：広島市安佐南区中須1丁目・中須一丁目交差点（国道183号（国道261号重用）交点）
- 終点：山県郡北広島町阿坂（広島県道40号安佐豊平芸北線・広島県道313号烏帽子中原線・広島県道314号七曲千代田線交点）

旧道
- 起点：広島市安佐南区古市1丁目・古市交差点（国道183号（国道261号重用）・広島県道459号矢口安古市線交点）
- 終点：広島市安佐南区伴東7丁目・大原下橋南詰交差点（広島県道38号広島豊平線（本線）・広島県道265号伴広島線（本線）交点）
  - なお、都市計画道路長束八木線の整備に伴い、大町西1丁目交差点で分断され、終点→起点方向へ車でこの路線のみで通り抜けることは不可能（迂回路は広島市道東原大町線（安川通り）→広島市道長束八木線）。

新道と旧道のトータル総延長：37.576 km

## 歴史
- 1993年（平成5年）5月11日 - 建設省から、県道安佐安古市線・県道烏帽子安佐線が広島豊平線として主要地方道に指定される[1]。

## 路線状況
広島市安佐南区中筋1丁目・中筋1丁目交差点 - 広島市安佐南区中須1丁目・中須一丁目交差点間は県道指定を解除され、広島市道高陽沼田線となった（道路管理者は広島市のままで変更なし。）。

### 別名
- 久地街道（広島市・布交差点以南）

### 重複区間
- 広島県道177号下佐東線（広島市安佐北区安佐町久地 地内）
- 国道191号（広島市安佐北区安佐町飯室・布交差点 - 広島市安佐北区安佐町小河内）

## 地理

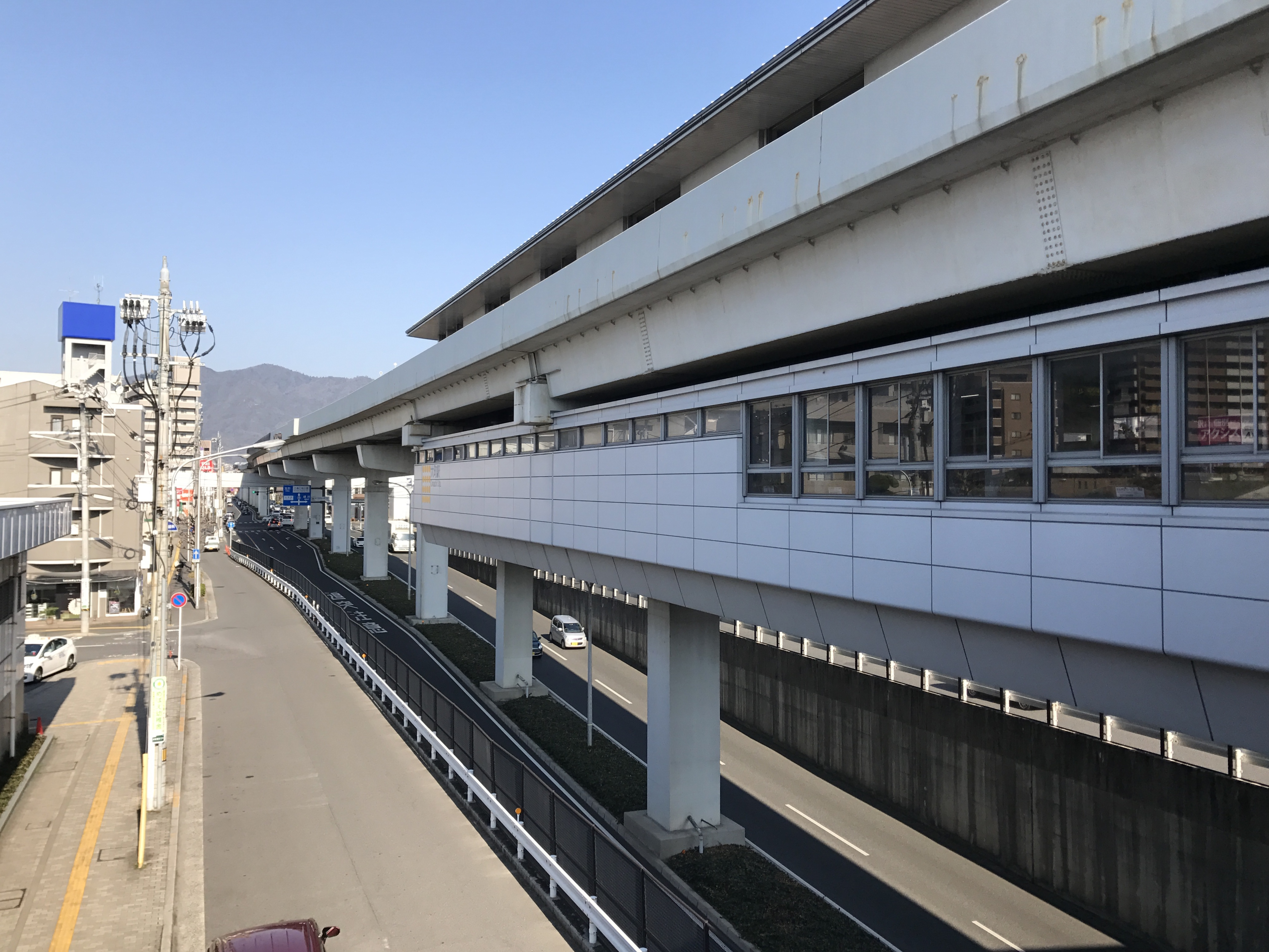
アストラムラインの大町駅と広島県道38号

### 通過する自治体
- 広島市（安佐南区、安佐北区）
- 山県郡北広島町

### 交差する道路
| 交差する道路                                                                   | 市町村名 | 市町村名 | 交差する場所             | 交差する場所                  |
| ------------------------------------------------------------------------------ | -------- | -------- | ------------------------ | ----------------------------- |
| 国道183号 国道261号 重複 広島市道高陽沼田線                                    | 広島市   | 安佐南区 | 中須1丁目                | 中須一丁目交差点 / 起点       |
| 広島県道268号勝木安古市線                                                      | 広島市   | 安佐南区 | 上安2丁目                | 動物園入口交差点              |
| 広島県道38号広島豊平線 / 旧道 広島県道265号伴広島線 / 現道                     | 広島市   | 安佐南区 | 伴東7丁目                | 大原下橋南詰交差点            |
| 広島県道265号伴広島線 / 旧道                                                   | 広島市   | 安佐南区 | 伴東4丁目                | 新細坂交差点                  |
| 広島県道77号久地伏谷線                                                         | 広島市   | 安佐北区 | 安佐町久地               | 戸山分かれ交差点              |
| 広島県道177号下佐東線 重複区間起点                                             | 広島市   | 安佐北区 | 安佐町久地               |                               |
| 広島県道177号下佐東線 重複区間終点                                             | 広島市   | 安佐北区 | 安佐町久地               |                               |
| 国道191号 重複区間起点                                                         | 広島市   | 安佐北区 | 安佐町飯室（いむろ）     | 布交差点                      |
| 国道191号 重複区間終点                                                         | 広島市   | 安佐北区 | 安佐町小河内（おがうち） |                               |
| 広島県道309号小河内都志見線                                                    | 広島市   | 安佐北区 | 安佐町小河内             |                               |
| 広島県道40号安佐豊平芸北線 広島県道313号烏帽子中原線 広島県道314号七曲千代田線 | 山県郡   | 北広島町 | 阿坂（あざか）           | 終点                          |
| 旧道                                                                           |          |          |                          |                               |
| 国道183号 国道261号 重複 広島県道459号矢口安古市線                             | 広島市   | 安佐南区 | 古市1丁目                | 古市交差点 / 旧道起点         |
| 広島県道277号古市広島線                                                        | 広島市   | 安佐南区 | 古市3丁目                | 古市橋駅前交差点              |
| 広島市道長束八木線 重複区間起点                                                | 広島市   | 安佐南区 | 大町西1丁目              | 大町西1丁目交差点             |
| 広島市道長束八木線 重複区間終点                                                | 広島市   | 安佐南区 | 大町東1丁目              | [ 2 ]                         |
| 広島市道東原大町線                                                             | 広島市   | 安佐南区 | 大町東1丁目              |                               |
| 広島県道268号勝木安古市線                                                      | 広島市   | 安佐南区 | 上安2丁目                | 安小学校前交差点              |
| 広島県道38号広島豊平線 / 現道 広島県道265号伴広島線 / 現道                     | 広島市   | 安佐南区 | 伴東7丁目                | 大原下橋南詰交差点 / 旧道終点 |

### 沿線にある施設など
- アストラムライン（本線　中筋駅 - 古市駅間の途中から大原駅付近まで）
- JR可部線古市橋駅（旧道）
- JR可部線・アストラムライン大町駅（本線）
- 安田女子大学・安田女子短期大学
- 広島市交通科学館
- 広島市安佐南区スポーツセンター
- 広陵高等学校
- 広島市青少年野外活動センター・広島市こども村